# Парламентарни избори у Србији 2003.
Ванредни избори за народне посланике Републике Србије одржани су 28. децембра 2003. године. Они су настали као последица пада владе почетком новембра након што је ДОС изгубио већину посланика напуштањем ДСС-а и НС-а.

## Увод
Зоран Ђинђић, председник Владе и главни лидер владајуће коалиције је 12. марта је убијен у атентату испред зграде Владе. За новог председника Владе изабран је Зоран Живковић, тадашњи заменик председника Демократске странке и савезни министар полиције. Његова влада се разликовала од Ђинђићеве само по избору новог потпредседника Владе — Чедомира Јовановића.
Октобра месеца, Скупштина Србије почела је расправу о изгласавању неповерења Влади, коју је иницирала опозиција. Усред те расправе, 13. новембра, тадашња в. д. председника Републике, Наташа Мићић, распустила је парламент и расписала ванредне скупштинске изборе за 28. децембар.
Демократска странка одлучила је да самостално иде на изборе и за носиоца листе истакла Бориса Тадића, потпредседника странке и савезног министра одбране. То је био крај ДОС-а, јер странке из те коалиције нису заједнички наступиле на изборима.
Према извештају ОЕБС-а, на четири изборне листе су се нашли кандидати за посланике који су оптужени за ратне злочине, од којих су у три случаја они били и носиоци листе.

## Изборне листе
| #  | Назив | Назив | Први на листи            | Главна идеологија          | Политичка позиција |
| -- | ----- | --- | ------------------------ | -------------------------- | ------------------ |
| 1  |       | - Г17 плус – Мирољуб Лабус - Г17+, СДП | Млађан Динкић            | Либерални конзервативизам  | Десни центар       |
| 2  |       | - Српска радикална странка – др Војислав Шешељ - СРС | Војислав Шешељ           | Ултранационализам          | Крајња десница     |
| 3  |       | - Демократска странка Србије – Војислав Коштуница - ДСС, СЛС, СДСС, НДС | Војислав Коштуница       | Конзервативизам            | Десни центар       |
| 4  |       | - Демократска алтернатива – Небојша Човић - ДА | Небојша Човић            | Социјалдемократија         | Леви центар        |
| 5  |       | - Демократска странка – Борис Тадић - ДС, ГСС, ДЦ, СДУ, ЛЗС | Драгољуб Мићуновић       | Социјалдемократија         | Леви центар        |
| 6  |       | - Српски покрет обнове – Нова Србија – Вук Драшковић – Велимир Илић - СПО, НС | Вук Драшковић            | Конзервативизам            | Десни центар       |
| 7  |       | - ОТПОР - Отпор | Чедомир Чупић            | Анти-корупција             | Центар             |
| 8  |       | - "За народно јединство" проф. Борислав Пелевић и Маријан Ристичевић (Странка српског јединства, Народна сељачка странка, Народна странка, Наш дом Србија, Српска странка) - ССЈ, НСС, НС, НДС, СС | Драган Марковић Палма    | Национални конзервативизам | Десница            |
| 9  |       | - Социјалистичка партија Србије – Слободан Милошевић - СПС | Слободан Милошевић       | Социјализам                | Левица             |
| 10 |       | - Самостална Србија – др Владан Батић (Демохришћанска странка Србије, Демократска странка "Отаџбина", Демократски покрет Румуна Србије, Сељачка странка, Српска правда) - ДХСС, ДСО, СС, ДПРС, СП  | Владан Батић             | Хришћанска демократија     | Центар             |
| 11 |       | - Одбрана и правда – Вук Обрадовић и Боривоје Боровић (Социјалдемократија, Народна странка Правда, Странка радника и пензионера - СРП, Социјалдемократска партија зелених) - СД, НСП, СРП, СДПЗ    | Мила Живојиновић         | Социјалдемократија         | Леви центар        |
| 12 |       | - Заједно за толеранцију – Чанак, Каса, Љајић - ЛСВ, СВМ, СДП, ДСХВ, ЛЗШ | Бранислав Цоле Ковачевић | Социјалдемократија         | Леви центар        |
| 13 |       | - Либерали Србије – Душан Михајловић - ЛС | Душан Михајловић         | Либерализам                | Центар             |
| 14 |       | - Реформисти – Социјалдемократска партија Војводине – Србије, Миодраг Миле Исаков - РВ | Миле Исаков              | Војвођански аутономизам    | Леви центар        |
| 15 |       | - Социјалистичка народна странка – Народни блок – Генерал Небојша Павковић - СНС, НБ | Добривоје Будимировић    | Социјалдемократија         | Леви центар        |
| 16 |       | - Привредна снага Србије и дијаспора – Бранко Драгаш ПССД | Зоран Милинковић         | Економски либерализам      | Десни центар       |
| 17 |       | - Лабуристичка партија Србије – Драган Миловановић - ЛПС | Драган Миловановић       | Социјалдемократија         | Леви центар        |
| 18 |       | - Савез Срба у Војводини – Душан Салатић - ССВ | Мирољуб Милић            | Регионализам               | Центар             |
| 19 |       | - Југословенска левица – ЈУЛ - ЈУЛ | Десимир Станојевић       | Неокомунизам               | Крајња левица      |

## Резултати
|                               |                                    |           |        |         |      |
| Партија                       | Партија                            | Гласови   | %      | Мандати | +/–  |
|                               | Српска радикална странка           | 1.056.256 | 27,98  | 82      | +59  |
|                               | ДСС коалиција                      | 678.031   | 17,96  | 53      | +8   |
|                               | ДС коалиција                       | 481.249   | 12,75  | 37      | –25  |
|                               | Г17 плус−СДП                       | 438.422   | 11,61  | 34      | нова |
|                               | Српски покрет обнове−Нова Србија   | 293.082   | 7,76   | 22      | +14  |
|                               | Социјалистичка партија Србије      | 291.341   | 7,72   | 22      | –15  |
|                               | Заједно за толеранцију             | 161.765   | 4,29   | 0       | –19  |
|                               | Демократска алтернатива            | 84.463    | 2,24   | 0       | –6   |
|                               | За народно јединство               | 68.537    | 1,82   | 0       | –10  |
|                               | Отпор                              | 62.545    | 1,66   | 0       | нова |
|                               | Самостална Србија                  | 45.211    | 1,20   | 0       | –7   |
|                               | Социјалистичка народна странка     | 27.596    | 0,73   | 0       | нова |
|                               | Либерали Србије                    | 22.852    | 0,61   | 0       | 0    |
|                               | Реформисти Војводине               | 19.464    | 0,52   | 0       | –4   |
|                               | Одбрана и правда                   | 18.423    | 0,49   | 0       | –9   |
|                               | Привредна снага Србије и дијаспора | 14.113    | 0,37   | 0       | нова |
|                               | Лабуристичка партија Србије        | 4.666     | 0,12   | 0       | нова |
|                               | Југословенска левица               | 3.771     | 0,10   | 0       | 0    |
|                               | Савез Срба у Војводини             | 3.015     | 0,08   | 0       | нова |
| Укупно                        | Укупно                             | 3.774.802 | 100,00 | 250     | 0    |
|                               |                                    |           |        |         |      |
| Важећи гласови                | Важећи гласови                     | 3.774.802 | 98,70  |         |      |
| Неважећи/празни гласови       | Неважећи/празни гласови            | 49.755    | 1,30   |         |      |
| Укупно гласова                | Укупно гласова                     | 3.824.557 | 100,00 |         |      |
| Регистровани бирачи/излазност | Регистровани бирачи/излазност      | 6.511.450 | 58,74  |         |      |
| Извор: РИК                    |                                    |           |        |         |      |

## Сазив парламента и нова влада
Конститутивна седница српског парламента одржана је 27. јануара 2004. године. Председавао је најстарији посланик, Велимир Симоновић из ДСС-а. Нови председник Скупштине није изабран, већ су на тој седници потврђени мандати новоизабраним посланицима.
На следећој седници, 4. фебруара, посланици ДСС, Г17 плус, коалиције СПО—НС, успели су, уз помоћ посланика СПС, да изаберу Драгана Маршићанина (ДСС) за председника парламента Србије.
Средином фебруара, лидер ДСС, Војислав Коштуница, добио је мандат за састав нове Владе Србије. Он је успео да склопи коалициони споразум са Г17 плус и СПО—НС.
Ускоро је Коштуница обезбедио подршку социјалиста за формирање нове Владе. Са њима је договорено да посланици СПС подржавају Владу у парламенту, али да њихови представници не добију министарска места. Тиме су стечени услови за формирање мањинске владе.
Дана 3. марта, нова Влада Србије ступила је на дужност.